# Llorenç Pagans i Auguste de Gas
Llorenç Pagans i Auguste de Gas és una pintura a l'oli realitzada per Edgar Degas entre 1871 i 1872. El quadre mostra el pare de l'artista i el guitarrista català Llorenç Pagans. L'obra fou molt estimada per Degas, que la conservà amb nostàlgia després de la mort del pare. Actualment es conserva al Museu d'Orsay.